# Calvin Culver
John Calvin Culver (geboren am 2. November 1943 in East Bloomfield, New York; gestorben am 10. August 1987 in Inverness, Florida) war ein amerikanischer Schauspieler und Pornodarsteller. Unter dem Pseudonym Casey Donovan wurde er in den frühen 1970er Jahren zum ersten Star des schwulen Pornofilms.

## Leben und Wirken
Sein Pseudonym wählte er nach dem Namen seiner Figur in seinem ersten schwulen Pornofilm Casey (1971). Im selben Jahr spielte er die Hauptrolle in Wakefield Pooles Boys in the Sand. Dieser Film spielte mehr als das hundertfache seiner Produktionskosten von nur $8.000 ein, wurde als erster Hardcore-Film nicht nur in Sexkinos, sondern auch in reputablen Häusern gezeigt, auch in etablierten Medien wie der Village Voice und der New York Times besprochen und läutete so schon ein Jahr vor Deep Throat die Mode des gesellschaftsfähigen porn chic ein. In dem Film spielte Culver einen jungen Mann, der sich im traditionell von vielen Schwulen frequentierten Strandbad Fire Island mit anderen männlichen Urlaubern vergnügt. Besonders die letzte der drei Sexszenen wurde kontrovers diskutiert, da Culver darin beim Sex mit dem schwarzen Darsteller Tommy Moore gezeigt wurde, was angesichts der Befindlichkeiten der Zeit einen doppelten Tabubruch darstellte.
Im Jahr darauf spielte er in The Back Row einen Mann, der nach dem Besuch eines schwulen Sexkinos einen unbeleckten jungen Mann vom Lande (ein kid from Montana, gespielt von George Payne) in die Codes der schwulen Szene New Yorks einweiht. 1973 spielte er dann in Radley Metzgers Sexklamauk Score, einem der ersten Sexfilme mit bisexuellem Inhalt, die Rolle eines jungen Ehemannes, der sich mit seiner Gattin nach anfänglichen moralischen Bedenken zu Liebesspielen mit einem anderen Ehepaar hinreißen lässt. Der Film ist bis heute in verschiedenen Versionen im Umlauf, mal als Softcore-Film, mal mit Hardcore-Szenen.
In den folgenden Jahren spielte er noch in zahlreichen weiteren Hardcore-Produktionen, auch in heterosexuellen wie dem heutigen Klassiker The Opening of Misty Beethoven, hatte aber auch kleinere Rollen in regulären Spielfilmen wie Victor Nuñez’ Gal Young 'Un (1979). In den 1980er Jahren litt er zunehmend unter gesundheitlichen Problemen infolge einer HIV-Infektion; Am 10. August 1987 starb er in Inverness, Florida  an AIDS. Culver wurde 43 Jahre alt.